# Johann Wartner

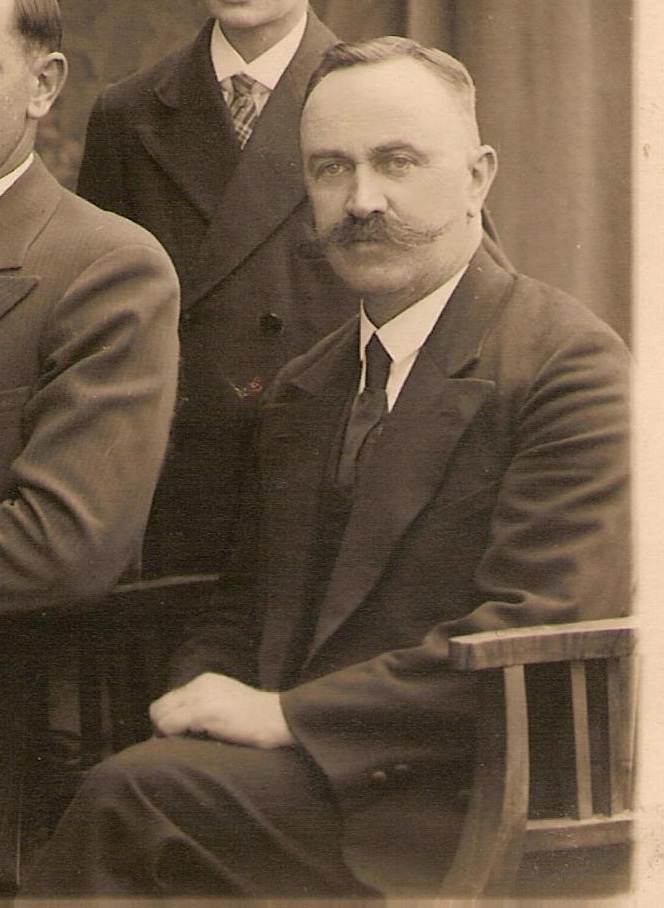
Johann Wartner

Johann Wartner (Scheibelsgrub im Mitterfels, 17 juni 1883 - aldaar, 13 januari 1963) was een Duits politicus. 
Hij was achtereenvolgens lid van de Bayerischer Bauernbund (BBB), Bayerischer Bauern- und Mittelstandsbund (BBM) (vanaf 1922), de Nationalsozialistische Deutsche Arbeiterpartei (NSDAP) (vanaf 1933) en de Bayernpartei (na de oorlog).
Johan Wartner zetelde in een aantal regionale parlementen en raden in de deelstaat Beieren en werd in 1925 burgemeester van de gemeente Mitterfels. Van 1920 tot 1933 was hij raadslid van de Beierse Landdag.

## Stemming
Na de Tweede Wereldoorlog trad hij toe tot de Bayernpartei en werd verkozen in de Duitse Bondsdag, tijdens de eerste bestuursperiode van 1949 tot 1953. Tegen de partij-afspraken in stemde hij in 1949, bij de kanseliersverkiezing, voor Konrad Adenauer. Zonder die oppositiestem was er geen meerderheid geweest voor Adenauer. Een geheim dat hij pas bekendmaakte kort voor zijn overlijden en hem in Duitsland algemene bekendheid gaf.